# Ammodytes
Ammodytes es un género de peces actinopeterigios marinos, distribuidos por aguas del norte del océano Atlántico, norte del océano Pacífico y océano Ártico.

## Especies
Existen seis especies reconocidas en este género:
- Ammodytes americanus DeKay, 1842
- Ammodytes dubius Reinhardt, 1837
- Ammodytes hexapterus Pallas, 1814
- Ammodytes marinus Raitt, 1934
- Ammodytes personatus Girard, 1856
- Ammodytes tobianus Linnaeus, 1758